# Petrus de Dacia (Astronom)
Petrus de Dacia, auch Petrus Philomena de Dacia, Petrus Dacus oder Petrus Danus, latinisiert für Peter aus Dänemark, auch als Peter Nachtigall bekannt, war ein dänischer Geistlicher, Astronom und Mathematiker des 13. Jahrhunderts.

## Leben
Sein Geburtsjahr und Geburtsort ist unbekannt. Er war ursprünglich Kanonikus der Kathedrale von Roskilde. Er taucht zuerst in einem Brief des deutschen Dominikaner-Provinzials Hermann von Minden (aus der Zeit von 1286 bis 1290) auf, der ihm für die Schenkung einiger astronomischer Instrumente dankt und ihm nahelegt, Italien zu verlassen und Deutschland zu besuchen. 1291 bis 1292 ist er als Professor der Universität Bologna belegt, wo er Mathematik und Astronomie unterrichtete. 1292 ist er in Paris und ist dort 1293 als Autor sehr aktiv. Danach verlieren sich seine Spuren bis 1303, wo er wieder in Roskilde nachweisbar ist aufgrund eines Briefes von Papst Bonifaz VIII. (4. Juli 1303). Da er in den Nekrologen der Kathedrale von Roskilde nicht auftaucht, ist er wahrscheinlich außerhalb gestorben.
Er sollte nicht mit Petrus von Dacien verwechselt werden, einem schwedischen Dominikaner gleichen Namens. Darauf wies schon H. Schück 1895 hin, er wurde trotzdem immer wieder in der Literatur mit diesem verwechselt. Er ist auch nicht mit einem anderen Petrus de Dacia zu verwechseln, der 1326/1327 Rektor der Universität Paris war.

## Werk
Von Petrus Dacus sind über 200 Manuskripte mathematischen und astronomischen Inhalts erhalten (Olaf Pedersen), einige mit unsicherer Zuschreibung. Darunter befindet sich ein Kommentar zum Arithmetik-Lehrbuch von Sacrobosco, in dem sich auch originäre Beiträge von Petrus Dacus befinden etwa über das Ziehen von Kubikwurzeln. Ein weiteres Werk ist ein astronomischer Kalender für die Jahre 1292 bis 1369 (76 Jahre), den er in Paris als Ersatz für den veralteten Kalender von Robert Grosseteste schrieb (mit Verbesserungen gegenüber Grosseteste für die Mondphasen). Im Anhang gibt er Anweisungen für die Anpassung des Kalenders für die Jahre 1369 und 1442. Sein Kalender blieb über 150 Jahre in Gebrauch. Der Kalender hat die Besonderheit, dass er für jeden Tag den Höchststand der Sonne und die Tageslänge verzeichnet, was nach Alfred Otto auch die Vorgehensweise eines unbekannten Astronomen im teilweise erhaltenen Kalender Liber daticus von 1274 der Kathedrale von Roskilde war, der wahrscheinlich als Vorbild diente.
Sein nach Anzahl der erhaltenen Manuskripte (68) populärstes Werk sind seine Mondtafeln (Tabula lune).
Ein weiterer wichtiger Beitrag sind seine Manuskripte über astronomische Instrumente. Darunter der Tractatus de semissis (Paris, 1293, in 10 Manuskripten erhalten), der von einem Petrus von St. Omer (Petrus de St. Audomaro) stammt und in Paris 1293 geschrieben wurde. Dieser ist nach Olaf Pedersen sehr wahrscheinlich mit Petrus Dacus identisch. Der Traktat beschreibt ein vom Autor stark gegenüber dem Instrument von Campanus von Novara (um 1260) verbessertes Äquatorium zur Bestimmung der Längen der Planeten im Tierkreis. Ein entsprechendes Instrument ist nicht erhalten, wurde aber von Olaf Pedersen 1967 rekonstruiert.
In seinem Tractatus novi quadrantis (Paris 1293) beschreibt er einen neuen Quadranten von Jacob ben Mahir ibn Tibbon (Profatius Judaeus), den dieser aus einem Astrolabium entwickelte. Der Text ist eine ausführliche Erläuterung des wahrscheinlich aus dem Hebräischen übersetzten Textes.
In einem Tractatus eclipsorii beschreibt er ein Äquatorium zur Bestimmung von Eklipsen. Wie auch in anderen Manuskripten beziehen sich die Angaben auf die geographische Position von Paris.